# Richard Hu
Richard Hu Tsu Tau (vereinzelt auch Richard Hu Tsu Tao, chinesisch 胡赐道, Pinyin Hú Cìdào, Jyutping Wu4 Ci3dou6, Pe̍h-ōe-jī Hô͘ Sù-tō; * 30. Oktober 1926 in Singapur; † 8. September 2023 ebenda) war ein singapurischer Politiker der People’s Action Party (PAP). Von Mai 1985 bis November 2001 war er Finanzminister und außerdem Direktor der Government of Singapore Investment Corporation. Er war der Sohn des Arztes Hu Tsai Kuen.

## Frühes Leben
Richard Hu Tsu Tau, geboren 1926 in Singapur, wurde an einer anglo-chinesischen Schule ausgebildet. 1952 erwarb Hu seinen Abschluss als Bachelor of Science in Chemie an der University of California in den Vereinigten Staaten und erwarb anschließend im Jahr 1957 ein Aufbaudiplom und einen Doktortitel in Chemieingenieurwesen an der University of Birmingham in Großbritannien. Von 1957 bis 1960 lehrte er an der University of Manchester.

## Karriere
Nachdem Hu 1960 wieder nach Hause zurückkehrte schloss, er sich der Shell-Unternehmensgruppe an und übernahm von 1977 bis 1983 die Position des Vorsitzenden und des Hauptgeschäftsführers des globalen Unternehmens in Singapur.
1983 trat Hu von Shell zurück und wurde Geschäftsführer der Monetary Authority of Singapore (MAS) und der Government of Singapore Investment Corporation (GIC). Er hatte beide Positionen bis 1984 inne.
Drei Minister des Kabinetts, Lee Kuan Yew, Goh Keng Swee und Goh Chok Tong bewegten Hu zum Einstieg in die Politik. 1984 kandidierte er als PAP-Mitglied für die Kreta Ayer Single Member Constituency und gewann die Parlamentswahlen in Singapur im Jahr 1984. Nach den Wahlen wurde er zum Minister für Handel und Industrie ernannt und wechselte 1985 für 16 Jahre zum Finanzministerium. Außerdem war er von 1985 bis 1987 Minister für Gesundheit und von 1992 bis 1993 Minister für nationale Entwicklung. Als Finanzminister erlangte Hu die meiste Bekanntheit durch die Veröffentlichung der „Schiff“-Serie, die er nach seiner Ernennung als gesetzliches Zahlungsmittel ausgestellt hatte. Außerdem führte er 1993 Steuern für Waren und Dienstleistungen ein. Im Rahmen der Deregulierung und Reform des Finanz- und Bankensektors überwachte Hu 1998 die Privatisierung der staatlichen Postsparkasse (POSB) und den Verkauf der POSB an die Development Bank of Singapore (DBS).
Am 13. April 2004 trat Hu dem Vorstand der singapurischen Immobilienentwicklungsgesellschaft CapitaLand bei und wurde noch am selben Tag zum Vorsitzenden gewählt. Er war bis zu seiner Pensionierung im Jahr 2012 dort tätig. Außerdem war Hu auch Vorsitzender der GIC Real Estate Pte Ltd und Asia Financial Holdings Pte Ltd, sowie Direktor der Government of Singapore Investment Corporation (GIC) und Direktor von Buildfolio.Com.Inc. Hu fungierte von Juli 2002 bis August 2010 auch als Kanzler der Singapore Management University.
2001 zog sich Hu aus der Politik zurück. Im Jahr 2013 wurde Hu zum Senior Advisor von Fraser and Neave ernannt.

## Familie
Hu war mit Irene Tan Dee Leng verheiratet und hatte einen Sohn namens Jeremy und eine Tochter namens Geraldine. Er war ein Hakka-Chinese. Er starb am 9. September 2023 im Alter von 96 Jahren.